# Nunuhou
Nunuhou ist eine osttimoresische Aldeia im Suco Hatuquessi (Verwaltungsamt Liquiçá, Gemeinde Liquiçá). 2015 lebten in der Aldeia 250 Menschen.
Nunuhou liegt im Nordwesten des Sucos Hatuquessi. Südlich und östlich liegt die die Aldeia Tautalo und nordöstlich die Aldeia Hatarlema. Im Norden grenzt Nunuhou an den Suco Dato und im Westen an das Verwaltungsamt Maubara mit seinem Suco Vatuvou. Die Grenze zu Hatarlema bildet der Nomoro, ein Quellfluss des Laklos.
Hauptort ist im Süden Lebotatalelo, in dem sich auch eine Grundschule befindet. Weitere kleine Orte und verstreute Häuser liegen vor allem an der Straße, die von hier nach Norden in die Gemeindehauptstadt Vila de Liquiçá führt, und im Osten der Aldeia.

## Politik
2023 wurde Elvio de Jesus dos Santos zum Chefe de Aldeia gewählt.